# Eizan Electric Railway
La Eizan Electric Railway (叡山電鉄?, Eizan Dentetsu), chiamata anche Eiden (叡電?), è una compagnia ferroviaria giapponese del Gruppo Keihan che gestisce due linee ferroviarie a nord-est di Kyoto. È responsabile del trasporto dei turisti sul monte Hiei e Kurama.

## Storia
L'attuale linea principale Eizan fu aperta da Kyoto Electric Light (京都電燈?, Kyōto dentō) nel 1925 e la linea Kurama fu costruita dalla Kurama Railway (鞍馬電気鉄道?) a partire dal 1928. Dopo la seconda guerra mondiale, queste due linee furono gestite dalla Keifuku Electric Railroad (京福電気鉄道?). Di fronte a difficoltà finanziarie, queste linee furono vendute alla Eizan Electric Railway Division (叡山電鉄部?, Eizan Dentetsu-bu) della Keifuku Electric Railroad. L'attuale società è stata fondata nel 1985 come sussidiaria della Keifuku. Lo scopo della riorganizzazione era quello di ridurre l'enorme deficit delle linee Eiden, che erano state completamente isolate dalla rete principale Keifuku dall'abbandono del Tram cittadino di Kyoto nel 1978. La Keihan stava a quel tempo costruendo la linea Ōtō che collegava la linea principale Eizan a Demachiyanagi. L'apertura della linea Ōtō ha ridotto significativamente il deficit della Eiden. Successivamente, nel 2002, tutte le azioni di Keifuku furono trasferite a Keihan, di cui Eiden divenne una sussidiaria.
La linea è presente nel gioco di simulazione ferroviaria giapponese Rail Sim 3D: Journey to Kyoto per Nintendo 3DS e Nintendo Switch.

## Linee ferroviarie

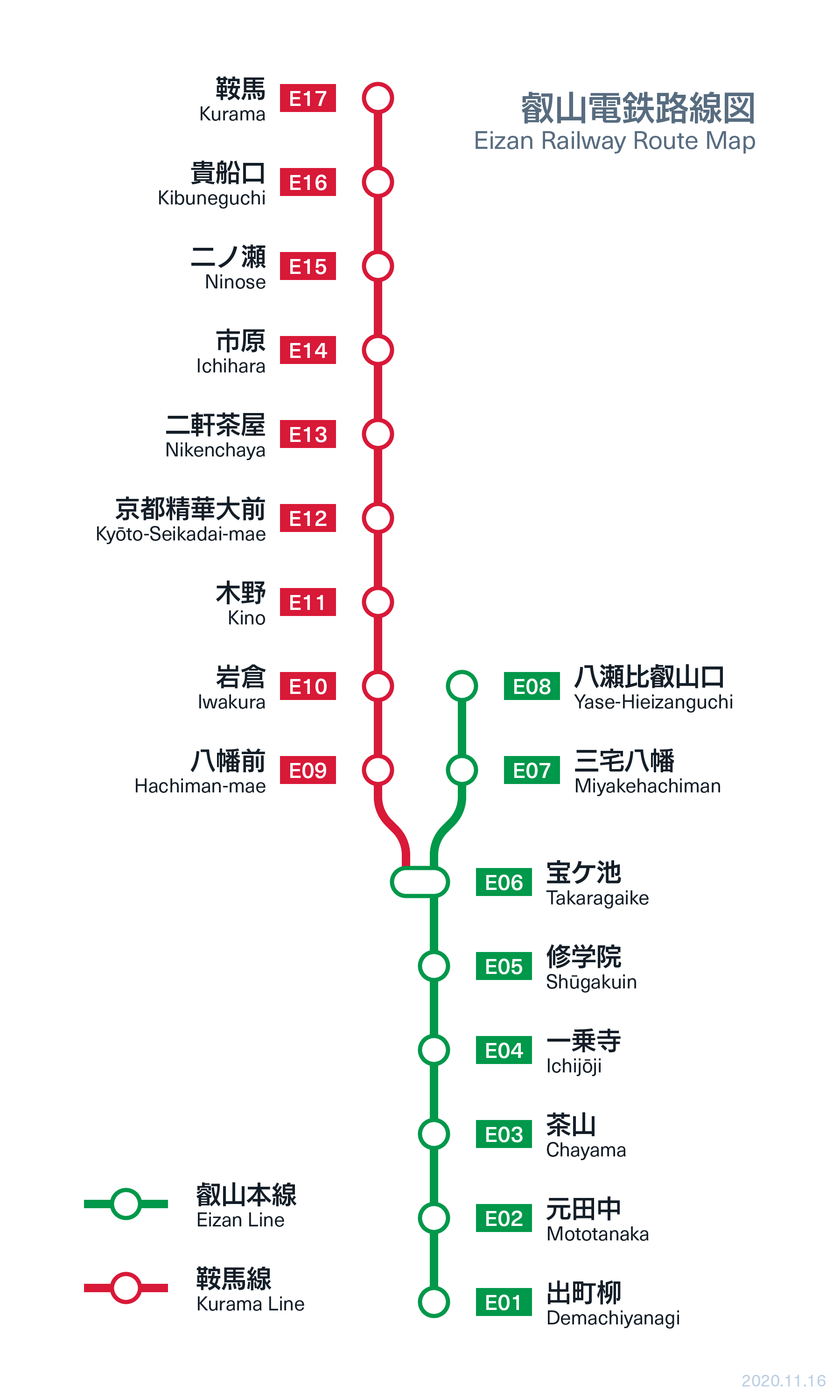
Percorso

Tutte le linee si trovano all'interno del quartiere Sakyō, città di Kyoto, prefettura di Kyoto.
- Linea principale Eizan (叡山本線?): Demachiyanagi - Yase-Hieizanguchi (5,6 km, 8 stazioni)
  - Il colore della linea è il verde della foresta del monte Hiei
  - Dalla stazione Yase-Hieizanguchi puoi prendere la funicolare Eizan fino alla cima del monte Hiei
- Linea Kurama (鞍馬線?): Takaragaike - Kurama (8,8 km, 10 stazioni)
  - Il colore della linea è il rosso del fogliame autunnale di Kibune e Kurama
  - La funivia di Kurama (gestita da Kurama-dera) funziona su scala molto ridotta, vicino alla stazione di Kurama

## Materiale rotabile
Per il servizio
- Serie 700 (tipo 732 e "Hiei")
- serie 800
- Serie 900 ("Kirara")

Per manutenzione
- Tipo "Deto 1000" (carro merci elettrico)

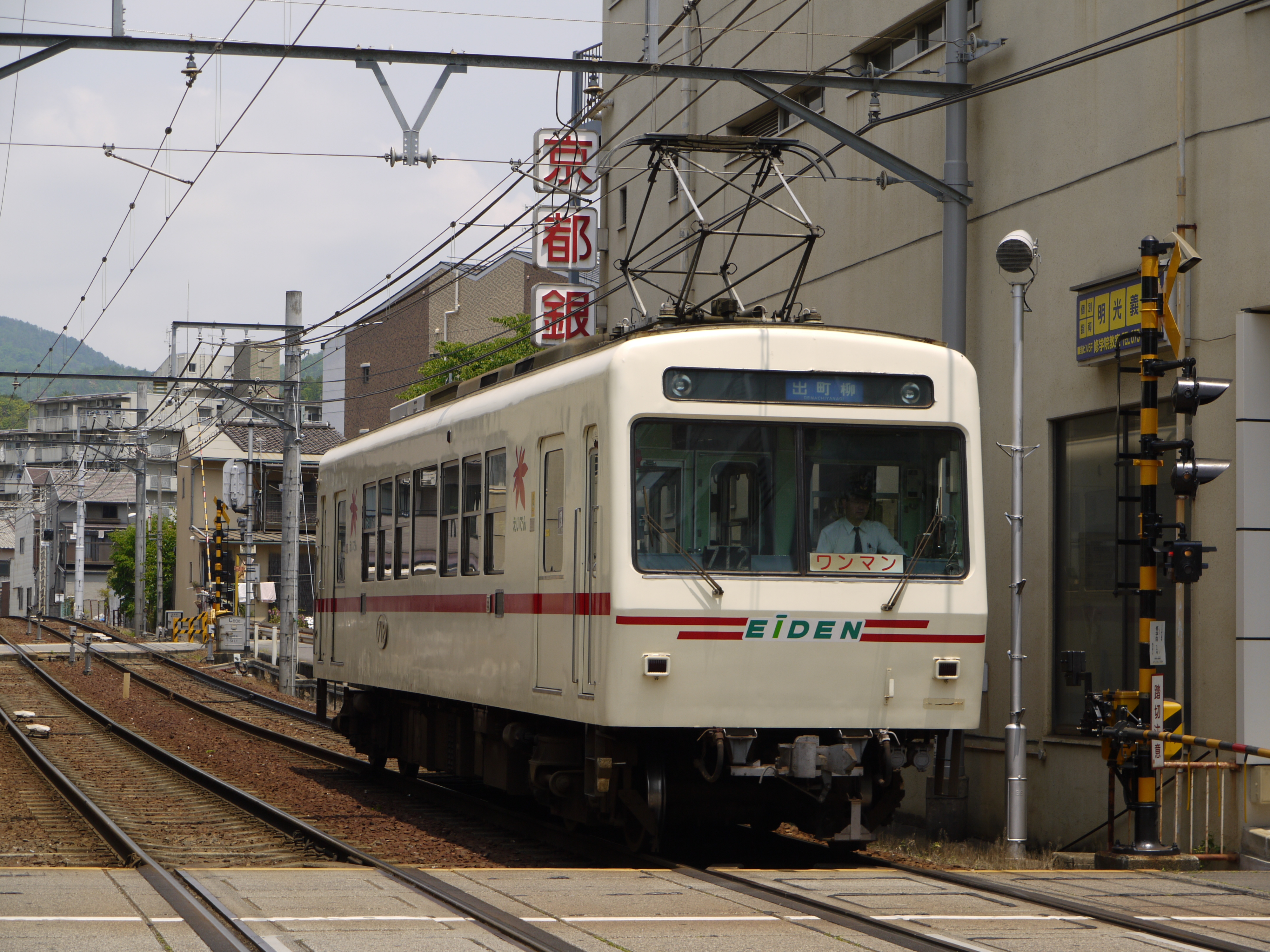
Serie 700
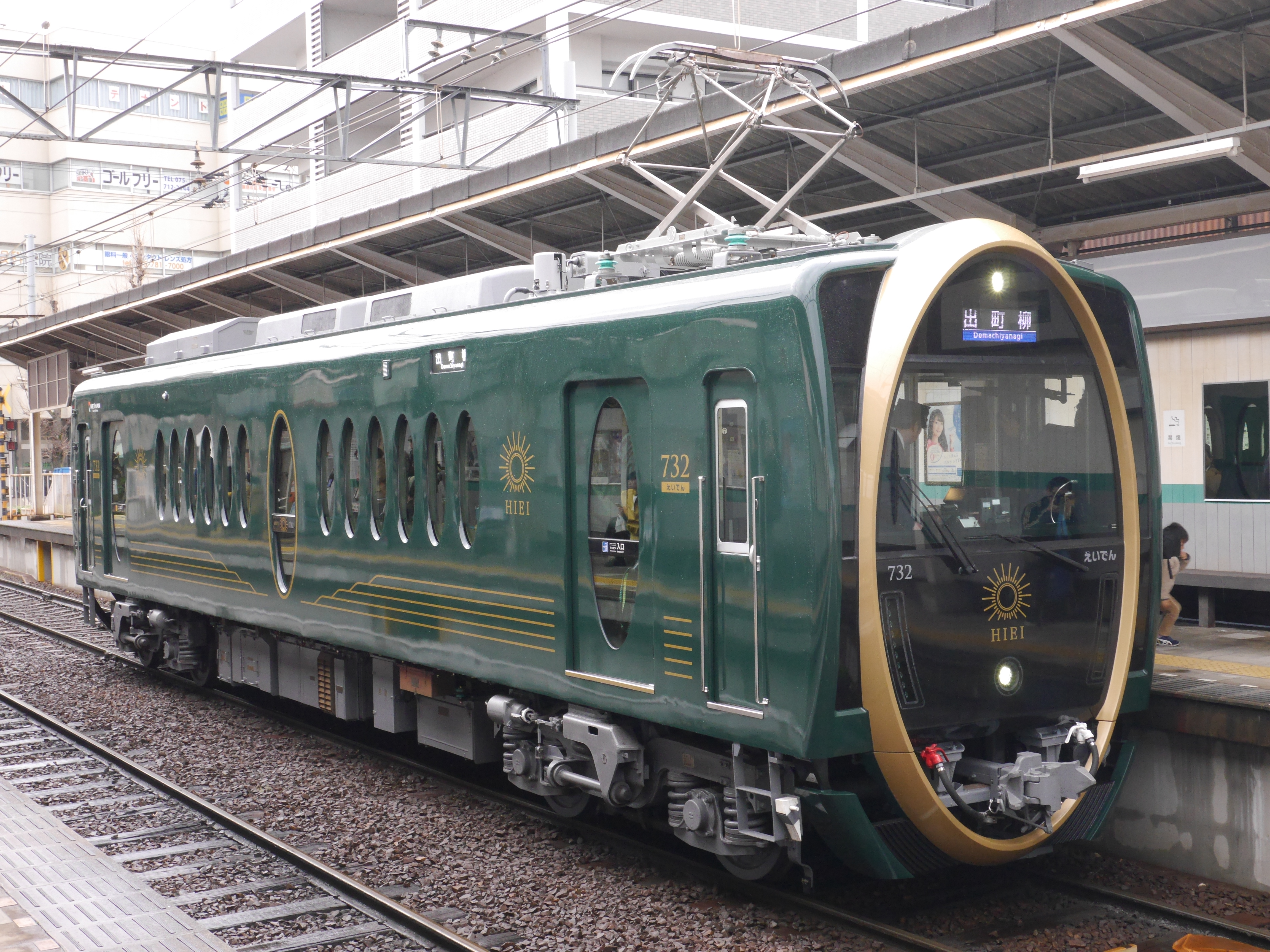
Serie 732 Hiei
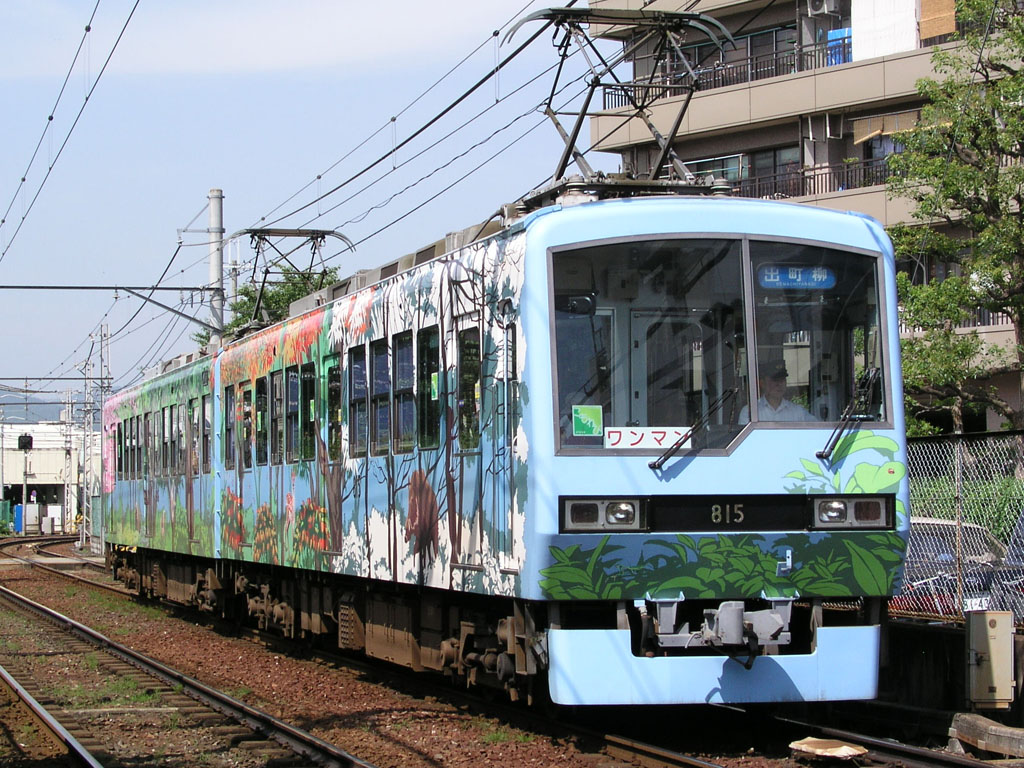
Serie 800
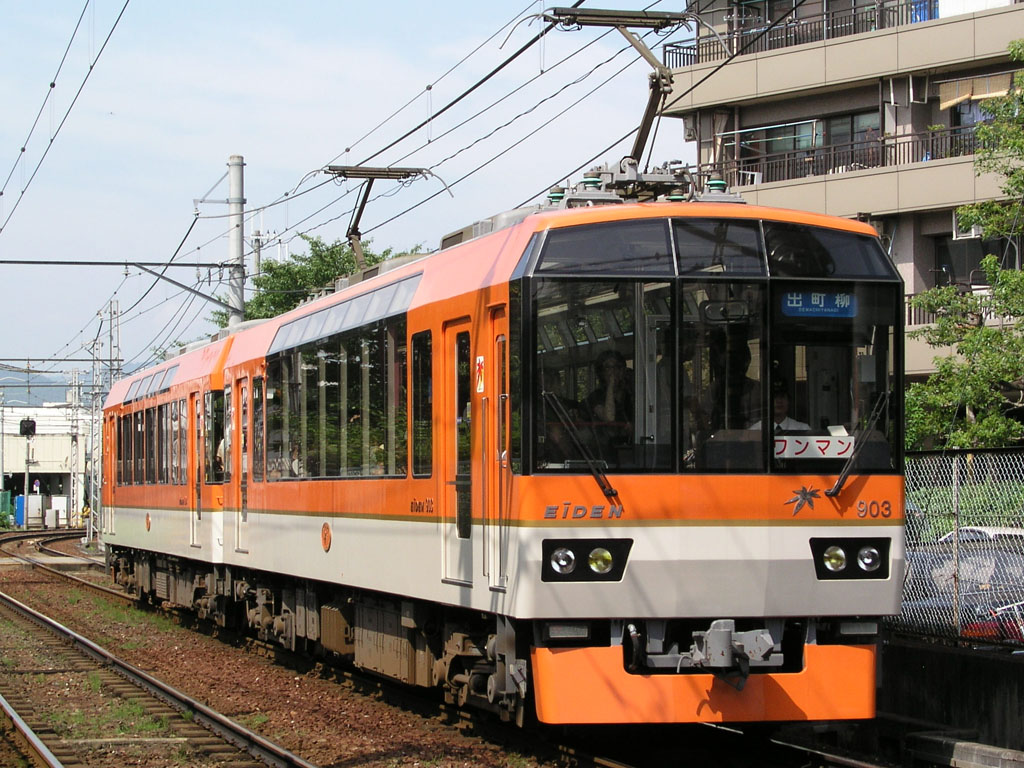
Serie 900 Kirara